# Chương trình giữa hiệp Super Bowl LVII
Chương trình giữa hiệp Super Bowl LVII, tên chính thức là Apple Music Super Bowl LVII Halftime Show, diễn ra vào ngày 12 tháng 2 năm 2023, tại Sân vận động State Farm ở Glendale, Arizona, là một phần của giải đấu Super Bowl LVII. Nó được chiếu trên kênh Fox tại Hoa Kỳ và là Super Bowl halftime show đầu tiên được tài trợ bởi Apple Music. Nữ ca sĩ Rihanna đã trình diễn suốt chương trình.

## Bối cảnh
Vào tháng 10 năm 2019, Rihanna tiết lộ với Vogue cô đã từ chối lời đề nghị từ National Football League (NFL) để biểu diễn tại Super Bowl LIII halftime show cùng với Colin Kaepernick. Vào năm 2016, Kaepernick đã khuỵu gối chân trong lúc hát quốc ca trước khi bắt đầu trận đấu NFL để phản đối sự tàn bạo của cảnh sát và sự bất bình đẳng chủng tộc ở Hoa Kỳ.
Vào ngày 22 tháng 9 năm 2022, NFL công bố rằng nhà tài trợ đặt tên mới cho Super Bowl halftime show sẽ là Apple Music bắt đầu từ Super Bowl LVII, thay thế cho nhà tài trợ cũ là Pepsi. Vào ngày 25 tháng 9 năm 2022, NFL công bố rằng Rihanna sẽ biểu diễn tại halftime show. Buổi biểu diễn sẽ là buổi trình diễn trực tiếp của Rihanna trong vòng 5 năm trở lại đây kể từ lần xuất hiện tại Giải Grammy lần thứ 60 vào năm 2018.
Trong những ngày trước buổi halftime show, Rihanna tiết lộ trong bài phỏng vấn với Nate Burleson cô sẽ mang đến một khách mời "bất ngờ"; Người đại diện của Rihanna xác nhận rằng cô đang thai đứa con thứ hai.

## Danh sách bài hát
1. "Bitch Better Have My Money" (với âm điệu của "Phresh Out the Runway")
2. "Where Have You Been"
3. "Only Girl (In the World)" (với âm điệu của "Cockiness (Love It)")
4. "We Found Love" (với âm điệu của "S&M")
5. "Rude Boy" (DJ Klean remix; với âm điệu của "Kiss It Better")
6. "Work"
7. "Wild Thoughts"
8. "Pour It Up" (with elements of "Birthday Cake", "Numb",  và "Pose")
9. "All of the Lights"
10. "Run This Town"
11. "Umbrella"
12. "Diamonds"

Danh sách được lấy từ Today.